# Michaela Conlin
Michaela Conlin (Allentown (Pennsylvania), 9 juni 1978) is een Amerikaanse actrice. Haar bekendste rol is die van Angela Montenegro in Bones.

## Jeugd
Conlin is geboren en opgegroeid in Allentown in de Amerikaanse staat Pennsylvania. Ze is van Chinese en Ierse afkomst. Op zesjarige leeftijd speelde ze voor het eerst in een toneelstuk, waarna ze dat meerdere malen herhaalde in enkele regionale producties. Ze genoot haar opleiding op Parkland High School in Allentown.
Nadat ze afstudeerde verhuisde Conlin naar New York, om daar de opleiding tot actrice te volgen aan de Universiteit van New York. Tijdens haar studie trad ze meerdere malen op in producties van de Atlantic Theater Company en de Playwrights Horizons Theater School. Tevens is ze naar Amsterdam gereisd om mee te doen aan het Experimental Theatre Wing's International Training Program.

## Privé leven
Conlin is goede vriendinnen met Bones co-ster Emily Deschanel, die haar goede vriendin Temperance "Bones" Brennan speelde in de show. Conlin beviel op 3 februari 2019 van een zoon, Charlie. [1]

## Carrière

### Televisie
Na haar afstuderen aan de universiteit werd Conlin uitgekozen om deel uit te maken van de documentaireserie The It Factor, die zich richtte op het leven van jonge acteurs en actrices in New York. Kort daarna keerde ze terug naar Los Angeles, waar ze voor het eerst een hoofdrol speelde, in de serie MDs. Hierin speelde ze een idealistische jonge stagiaire die werd begeleid door twee afvallige artsen, gespeeld door William Fichtner en John Hannah. Hierna speelde ze een van de hoofdrollen in de dramaserie The D.A..
Conlin is vooral bekend van haar rol als Angela Montenegro in de populaire Fox-serie Bones (met in de hoofdrol Emily Deschanel en David Boreanaz).
| Jaar      | Titel        | Rol               | Voetnoot                                       |
| --------- | ------------ | ----------------- | ---------------------------------------------- |
| 2001      | Law & Order  | Rocky             | Episode: "Swept Away - A Very Special Episode" |
| 2002      | The Division | House director    | Episode: "Illusions"                           |
| 2002      | MDs          | Dr. Maggie Yang   | Hoofdrol                                       |
| 2003      | JAG          | Lt. Mary Nash     | Episode: "Posse Comitatus"                     |
| 2003      | The D.A.     | Jinette McMahon   | 4 episodes                                     |
| 2005–2017 | Bones        | Angela Montenegro | Hoofdrol                                       |
| 2016      | Casual       | Claire            | Episode: "Death And Taxes"                     |
| 2018      | Here and Now | Sharon            | Episode: "It's Here"                           |
| 2018–2019 | Yellowstone  | Sarah Nguyen      | Terugkerende rol                               |

### Film
Naast haar optredens op televisie heeft Conlin ook in enkele films gespeeld, waaronder Love the Hard Way, Garmento en Open Window. Haar laatste optreden was in de film Bad Trip samen met de acteurs Eric Andre, Lil Rel Howery and Tiffany Haddish.
| Jaar | Titel                    | Rol          | Voetnoot       |
| ---- | ------------------------ | ------------ | -------------- |
| 2001 | Love the Hard Way        | Cara         |                |
| 2002 | Pipe Dream               | TV reporter  |                |
| 2002 | Garmento                 | Marcy        |                |
| 2006 | Open Window              | Miranda      |                |
| 2007 | Enchanted                | May          |                |
| 2011 | The Lincoln Lawyer       | Heidi Sobel  |                |
| 2015 | Baby, Baby, Baby         | Courtney Lee | Post-productie |
| 2016 | The Disappointments Room | Jules        |                |
| 2020 | Bad Trip                 | Maria Li     |                |